# Château de la Porte du Scex
Le château de la Porte du Scex est un château situé à la Porte-du-Scex, un passage entre une paroi rocheuse et le Rhône au nord de Vouvry, dans le canton du Valais, en Suisse, sur la route principale 21 St-Maurice - St-Gingolph. C'est un lieu de passage resserré entre le pied d'une crête des Préalpes et le Rhône.
Établi à la croisée des routes menant de Vouvry au Bouveret et à Chessel et proche de la ligne du Tonkin, le château abrite un musée et des expositions.

## Toponymie
L'orthographe de ce lieu-dit a varié au cours des siècles : Saix, Scé, Sex pour arriver à l’actuel Scex (du latin saxum, un aplomb de roc calcaire maintenant un peu retaillé pour laisser passer la route).

## Géographie

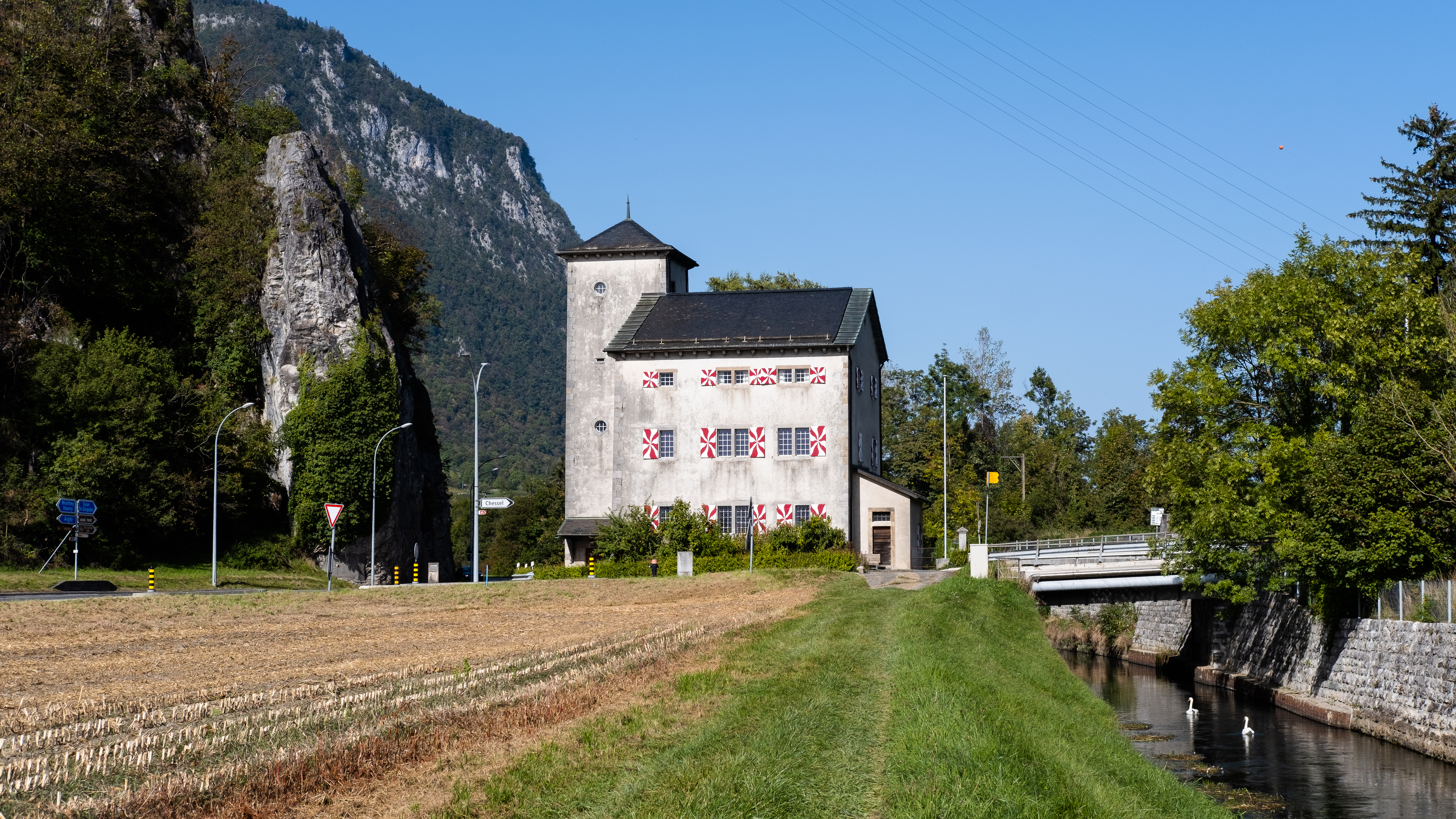
Le château entre la H21 et le canal Stockalper.

Le château de la Porte du Scex se situe en Suisse, dans le canton du Valais, sur le territoire de la commune de Vouvry. Il se trouve sur la rive gauche du Rhône, entre le fleuve et un contrefort rocheux prolongé depuis l'arête est-sud-est du Grammont.

## Histoire

### Avant le château
Jusqu’en 1358, les archives de Vouvry ne parlent pas du lieu-dit Porte-du-Scex. Mais quelques trouvailles témoignent pourtant d’une histoire plus ancienne. Une hache de pierre polie a été trouvée dans une fente du rocher dominant la route actuelle. Hippolyte Pignat, président de la commune de 1855 à 1876 et auteur de notes historiques, nous parle de monnaies romaines (disparues depuis) découvertes dans une sorte de petit fortin construit près du passage.
En 1358, les Seigneurs Tavelli de la Tour sont autorisés par le Comte Amédée VI de Savoie d’établir des potences sur une de leurs seigneuries. L’endroit choisi est la Porte-du-Saix. Plus tard, ces gibets seront plantés en Proz, dans une île du Rhône. 
Un péage est attesté au XIIIe siècle à la Porte-du-Scex, bien que son emplacement exact ne soit pas connu. Des documents du même siècle mentionnent des fortifications ayant précédé le château sans toutefois préciser leur importance. En 1588-1589, un procès contre une famille de Saint-Maurice refusant la levée d'impôts pour payer des travaux atteste d'une maison forte à la Porte-du-Scex. En 1591 également, la Diète demande la construction de fortifications et d'un fossé ainsi que le renforcement de la porte, en aval du château actuel coûtant 400 florins, payés par les communes du dizain de Monthey. Des fouilles menées en 1974 par l'archéologue cantonal François-Olivier Dubuis ont permis de trouver des murs antérieurs au château. Trop fragmentaires, ceux-ci ne permettent pas de réaliser une reconstruction.
En 1597, la construction d’un château commence et ce sont encore les communes du dizain qui vont le payer. Quant à Vouvry et Vionnaz, il leur faut assurer le paiement de la solde des gardes chargés de la surveillance du passage, peut-être du haut de la petite tour dont on distingue les ruines sur les photos anciennes. L’époque est troublée, des armées étrangères traversent souvent le pays. Dans un acte notarial de 1639, on fait mention du rempart de la Porte-du-Scex. 
En 1658, on commence à creuser le canal Stockalper et en 1661, la commune de Vouvry vend à Gaspard Jodoc Stockalper, seul importateur de sel pour le Valais, une parcelle de terrain sise à Sous-Vanel, contre 51 ducats et un char de vin à boire aux prochaines fêtes de Pâques.

### Construction

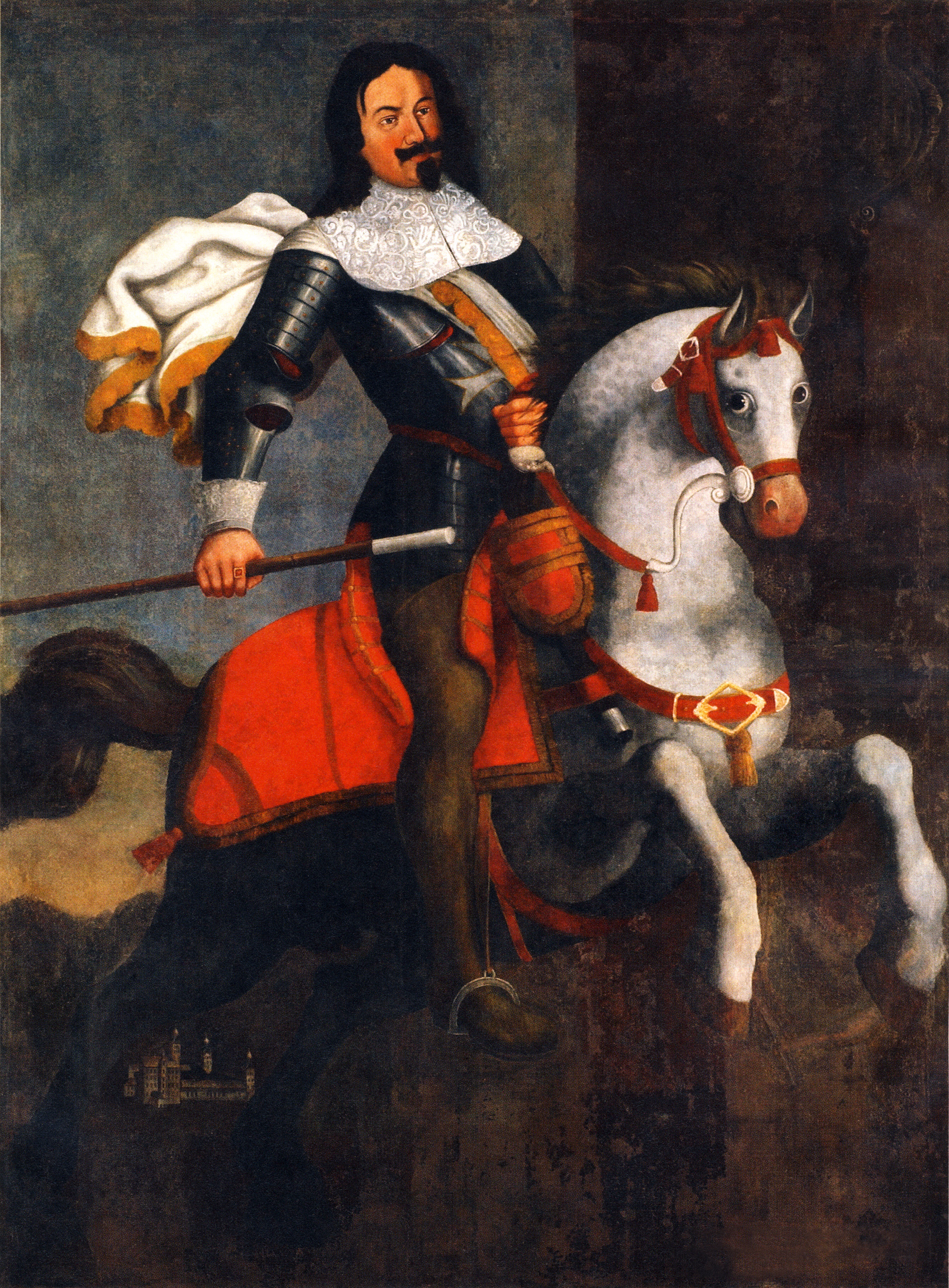
La construction du château semble être un atout commercial pour Gaspard Stockalper, qui est grand-bailli de 1670 à 1678 et qui a repris le péage de Vouvry à son compte. Certains artisans qui travaillent sur le château ont ainsi des affiliations avec lui.

La construction du château près du poste de garde de la Porte-du-Scex est décidée par la Diète valaisanne en 1672 afin de devenir la demeure du châtelain de Vionnaz-Bouveret. La convention signée le 4 août 1672 règle les matériaux utilisés pour la construction — de la chaux, du gypse, du bois, de la pierre et du sable —, qui doivent être préparés et acheminés aux frais des communautés du gouvernement de Monthey.
La Diète nomme le grand-châtelain de Sion Petermann Barberini à la surveillance des travaux. Celui-ci reçoit annuellement de l'argent de la Diète afin de payer les artisans travaillant au château. En 1676, ce rôle est attribué à son fils Barthélemy Barberini, major de Nendaz-Hérémence, Petermann étant probablement décédé. La personne chargée des plans de l'ouvrage n'est pas connue. Les noms de certains des artisans ayant participé à la construction du château figurent sur le meneau de la fenêtre double la plus basse sur la façade ouest de la cage d'escalier. Sur la première ligne, « LE. M. M. LVMBAR » semble représenter l'ensemble des maître-maçons lombards. Les lignes suivantes désignent « P. ALEXANDER », « A. MELBER », « I. MELBER » et « I. CVNTO ». La première ligne désigne peut-être Pierre Alexandre, qui a travaillé à la construction de l'hôtel de ville de Sion en 1661 et habite encore la ville en 1670. Les Melber sont peut-être Antoine et Jean, d'une famille d'artisans proche de Gaspard Stockalper dans les années 1660 et 1670. Antoine Melber aurait fabriqué plusieurs fourneaux dans la région de Brigue en 1661 et 1667, et Jean Melber, le curé de Gondo, représente à plusieurs occasions ses frères. Enfin, la dernière ligne correspond peut-être à Jean Conto, qui se propose pour la construction de l'hôtel de ville de Sion et qui a également présenté un plan et une maquette pour construire une maison jamais réalisée à Sion avec un maître Melber en 1678-1679. Les comptes du gouvernement de Monthey permettent de connaître d'autres artisans, tels que Claude du Boin, probablement responsable du gros œuvre, et Alexandre Mayer, un ébéniste originaire de Souabe qui a réalisé la grande partie du mobilier ainsi que les portes et fenêtres du château. L'auteur des boiseries et des plafonds n'est cependant pas connu.
L'historique de la construction est connu grâce aux comptes-rendus annuels des communautés du gouvernement de Monthey. En 1672, les seuls travaux effectués sont le regroupement des matériaux et probablement des travaux préparatifs. C'est l'année suivante que la construction commence réellement avec l'arrivée du bois, des pierres, de la chaux et du gypse. Le gros œuvre se prolonge jusqu'en 1675 ; la même année, les travaux sur la charpente débutent. Le château est blanchi à la chaux en 1676, alors que la charpente est terminée et que les travaux sur l'aménagement intérieur sont en cours. Les finitions sont réalisées en 1677. Il n'existe pas de compte-rendu du gouvernement de Monthey pour l'année suivante, mais il est probable que les travaux se soient terminés en 1678, date figurant sur un fourneau en pierre ollaire et plusieurs meubles en bois arborant les armes des sept dizains. Ceci est également attesté par un dernier paiement de la Diète à l'inspecteur des travaux en mai de cette année.

### Rénovations et modifications

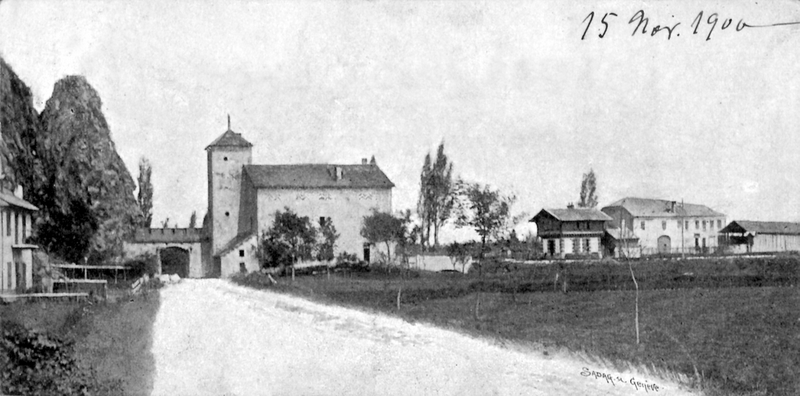
Le site de la Porte-du-Scex en 1900.

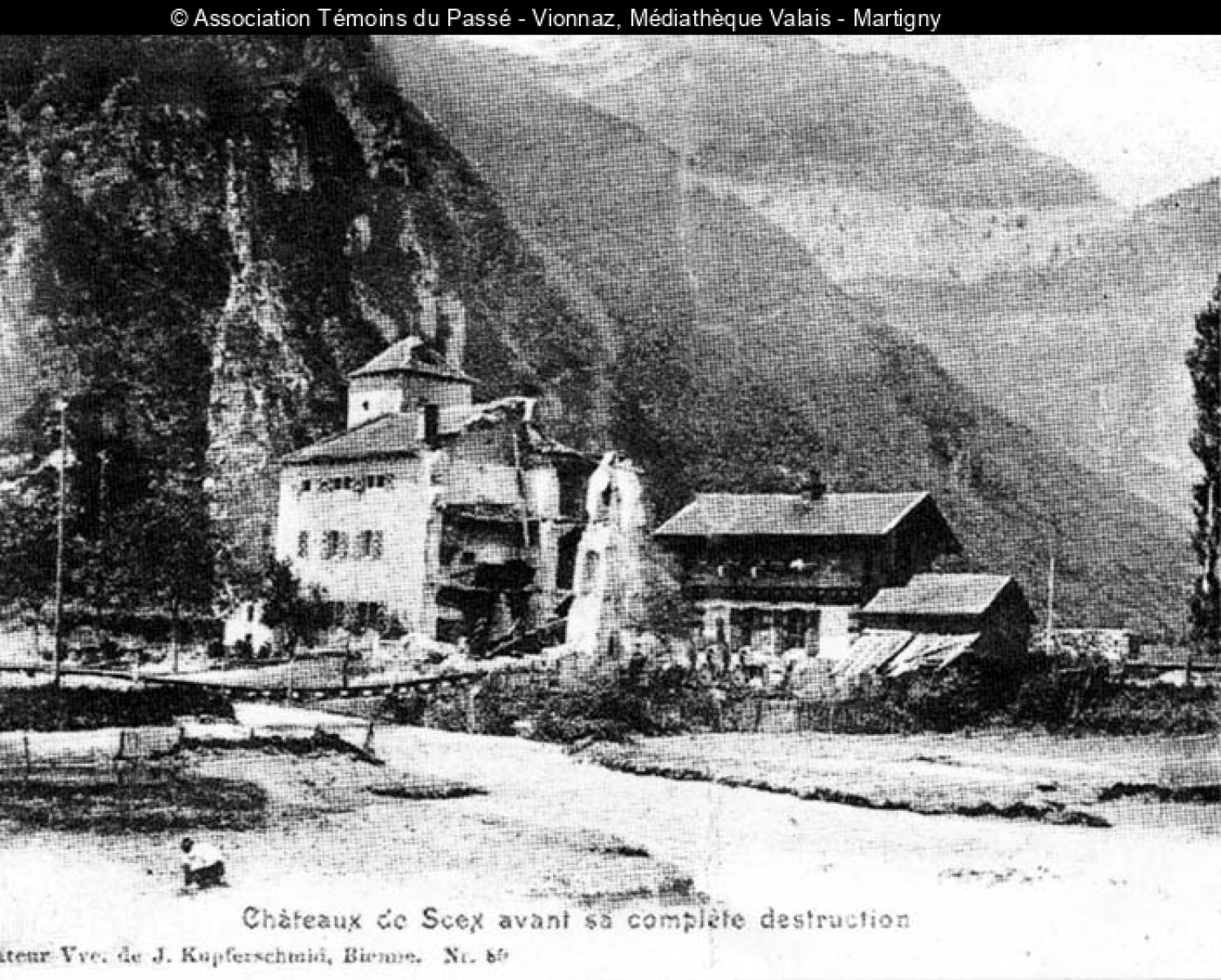
Effondrement du château de la Porte-du-Scex après l'inondation du Rhône de 1902.

En dépit des investissements de l'État, le château de la Porte du Scex n'est pas utilisé par les différents châtelains de Vionnaz-Bouveret, ceux-ci préférant leur résidence au Bouveret. Des gardes y sont ainsi placés, et l'état du château se dégrade progressivement. En 1743, on construit un signal sur le rocher aux frais des dizains, Vouvry devant fournir le bois de chauffage pour les gardes. En 1791, la Diète fait état d'importants travaux de rénovation nécessaires. Des travaux sont alors entrepris, notamment pour recreuser le fossé. Au XIXe siècle, le château est cependant donné comme étant très abîmé par les voyageurs qui le décrivent. Au même siècle, le domicile du garde, qui semble être un étage du château, est abimé par un incendie. Les travaux de réparation sont réalisés en 1804 par Baptise Daillodi, un maître-maçon de Vouvry. Le pont-levis doit quant à lui être réparé en 1810, mais il est supprimé en 1812 ou peu après à la suite d'un ouragan ; il est remplacé par une porte et un corps de garde. Vers 1820, une douane et un cabaret animent les lieux. Malgré les divers épisodes de guerre civile entre le Haut et le Bas-Valais, en 1838 on remplace le bac par un solide pont couvert en bois de mélèze. Rodolphe Töppfer et ses élèves y passent en 1841. Il nous laisse une description et un croquis des lieux.
Le mur entre le château et le Rhône est partiellement démoli en deux temps, vers 1842 puis à la fin des années 1850, afin de laisser place respectivement à la prolongation du canal Stockalper et à la ligne du Tonkin. En 1902, une brèche dans la digue du Rhône à Illarsaz cause de graves inondations détruisant la partie est du château, alors utilisée comme logement et bureau par un gendarme. Le château est reconstruit selon des plans de l'architecte sédunois Joseph Dufour, avec un volume plus petit permettant d'élargir le canal Stockalper. La porte et son mur sont détruits vers 1935 afin de favoriser le trafic routier, bien qu'un projet de tunnel dans le rocher du Scex ait d'abord été étudié. Durant la Seconde Guerre mondiale, un poste militaire est créé au niveau du château avec notamment des ouvrages antichar. Classé d'importance cantonale en 1907-1910, le château de la Porte du Scex est inscrit à l'inventaire des monuments d'importance fédérale en 1958. La même année, ses façades sont entièrement rénovées. L'intérieur est également retravaillé lors d'une campagne de rénovation entre 1974 et 1978 dirigée par le bureau d'architecte de Monthey Charles Zimmermann. Les volumes intérieurs d'origine sont alors restaurés en retirant les cloisons internes. Depuis sa rénovation, le château est entretenu par la commune de Vouvry selon une convention signée avec le canton du Valais en 1976.

### Utilisation comme lieu d'exposition

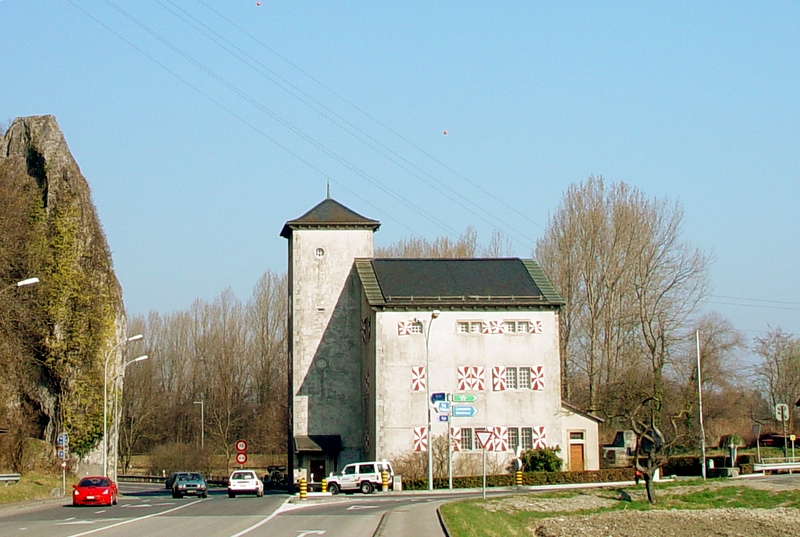
Le Site de la Porte-du-Scex, 2003

Selon la convention de 1976, le château accueille régulièrement des expositions et des fêtes. En 2007, le musée historique du Chablais quitte le bâtiment de La Poste de Bex pour le château de la Porte de Scex. Cela lui permet d'agrandir sa surface d'exposition, avec 400 m2 sur 3 étages et demi. Ce déménagement est mal reçu par la commune de Bex, qui a payé les frais de location et les charges du musée pendant ses dix premières années d'existence. En décembre 2007, le conseil communal de Bex décide ainsi de renoncer à son aide de 12 000 francs suisses pour l'année 2008,. Le musée rouvre ses portes en 2010 avec une exposition temporaire sur les transports en Chablais et une exposition permanente sur le Rhône. Son exploitation coûte alors en moyenne 120 000 francs pour environ 700 visiteurs par saison. La fréquentation étant trop basse par rapport à l'investissement, le musée ferme définitivement ses portes en 2018. Le château a accueilli le Salon des vins du Chablais en 2019.